# Perenio
Perenio IoT spol s r.o. — инновационная технологическая компания со штаб-квартирой в Праге (Чехия), входящая в международный холдинг ASBIS, разрабатывает и производит комплексные решения для безопасности человека и управления зданиями, экосистемы умного дома и офиса с помощью технологий Интернета вещей (IoT).
Бренд Perenio IoT основан в начале 2018 года в Чехии, центры разработки были открыты также в Беларуси и Украине, есть собственный офис в России. Является зарегистрированной торговой маркой. 
Система для эффективного управления зданием Perenio IoT состоит из собственной программной платформы и широкой линейки подключаемых «умных» устройств.

## История создания
Бренд Perenio IoT был основан и вышел на рынок в начале 2018 года. Штаб-квартира компании располагается в Чехии, центры разработки были открыты в Киеве (Украина) и Минске (Беларусь), есть собственный офис в Москве (Россия). В компании работает 65 человек.
В январе 2020 компания Perenio IoT впервые приняла участие в крупнейшей в мире выставке потребительской электроники CES в Лас-Вегасе, в рамках которой презентовала флагманский продукт бренда — IoT-роутер Elegance, заинтересовавший сотни потенциальных бизнес-партнеров и десятки журналистов мировых медиа. Также было объявлено о планах по запуску Kickstarter-кампании. На CES 2020 впервые была представлена модификация IoT-роутера Elegance со сменными верхними панелями с оригинальным дизайном. 
В феврале 2020 года компания Perenio IoT объявила, что готовит специальную версию IoT Router Elegance с поддержкой глобальной AI+IoT платформы Tuya Smart для операторов связи.
В мае 2020 года эксклюзивным партнером компании в Беларуси стал телеком-оператор А1, входящий в международный холдинг A1 Telekom Austria Group. В рамках сотрудничества запущен проект «А1 Умный дом».
Продукты бренда Perenio IoT представлены и доступны для покупки на ведущих онлайн площадках и маркетплейсах: 
России - Wildberries, Ozon, М.Видео, Ситилинк, «Все Инструменты», Беру!
Беларуси - «5 Элемент», 21век
Украины - Rozetka, «Фокстрот».

## Деятельность компании
При участии ведущих инженеров и европейского подразделения разработки программных решений была создана система управления зданиями, которая представлена на международном рынке в 2018 году. Система управления зданиями Perenio помогает решать разные задачи и проблемы: безопасность жилья, контроль доступа, пожарная безопасность, контроль протечек, экономии и расхода энергоресурсов и многое другое. При этом она полностью контролируется человеком. Пользователи взаимодействуют с платформой с помощью мобильного приложения.
На международном рынке Perenio представляет программную платформу управления зданиями. Это глобальная программная платформа, которая позволяет подключать и управлять IoT-устройствами, поддерживающими стандарт связи ZigBee 3.0. Платформа разработана специалистами Perenio с учетом всех требований к цифровой безопасности данных, включая европейский регламент GDPR. IoT устройства под брендом Perenio: камеры для видеомониторинга, датчики движения, затопления, открытия дверей и окон.
Планируется, что в 2019 линейка Perenio будет дополнена еще несколькими продуктами. В разработке находится умная розетка, уличная и автономная камеры, умный клапан для перекрытия воды и газа, а также центр управления с поддержкой LTE и встроенным аккумулятором. В долгосрочной перспективе компания планирует интегрировать в платформу решения на основе искусственного интеллекта, машинного обучения, распознавания лиц и обработки больших данных.
В 2019 линейка Perenio дополнилась еще несколькими продуктами, такими как инфракрасный пульт Red Atom для управления телевизорами и кондиционерами (а со временем появится возможность управлять и другими бытовыми приборами), анонсирована интеллектуальная розетка Power Link, которая позволит удаленно управлять подключением электроприборов и защитит от перепада напряжения в сети и IoT-роутер Elegance, который сочетает функцию доступа в Интернет и центра управления умным домом. 
В 2020 компания впервые приняла участие в крупнейшей в мире выставке потребительской электроники CES, где получила более 400 новых бизнес-контактов. На CES 2020 глобальной публике впервые был представлен IoT-роутер Elegance со сменными верхними панелями с оригинальным дизайном.